# Neodon clarkei
Neodon clarkei és una espècie de talpó del gènere Neodon que es troba a Myanmar i la Xina.